# Qazançı (Culfa)
Qazançı è un comune dell'Azerbaigian situato nel distretto di Culfa.